# 谢尔盖·鲁布廖夫斯基
谢尔盖·鲁布廖夫斯基（俄语：Сергей Владимирович Рублевский，1974年10月15日—），俄罗斯国际象棋棋手。1994年获国际象棋特级大师称号。
鲁布廖夫斯基曾作为俄罗斯国家队的成员在国际象棋奥林匹克上获得过四枚团体金牌、一枚个人铜牌。他还是2004年俄航杯国际象棋公开赛冠军、2005年俄罗斯国际象棋全国冠军。